# Alan Howarth (baron Howarth de Newport)
Pour les articles homonymes, voir Howarth.
Alan Thomas Howarth (né le 11 juin 1944) est un homme politique britannique du Parti travailliste et ancien membre du Parti conservateur qui est député de 1983 à 2005.

## Jeunesse

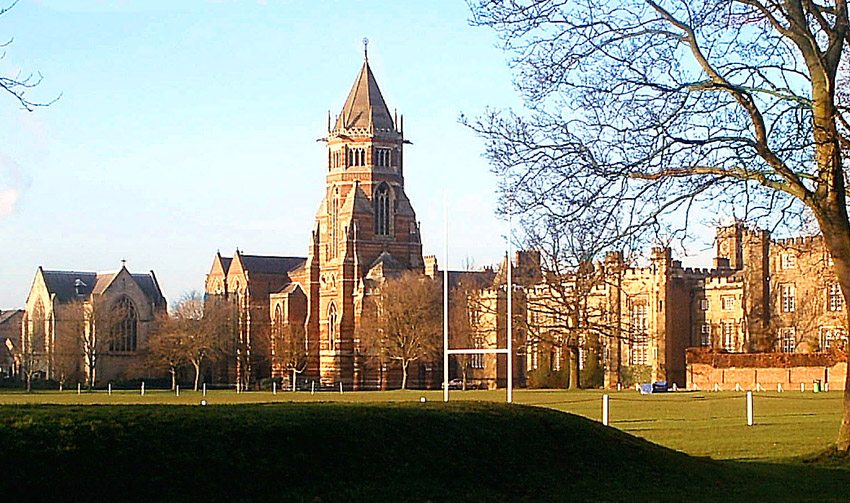
Ecole de rugby

Il est le fils du Major Thomas Howarth MC (Master Chief of King Edward's School, Birmingham, Second Master of Winchester College et High Master of St.Paul 's School) et Margaret Teakle (qui est WREN pendant la Seconde Guerre mondiale). Il fait ses études à la Rugby School et obtient un baccalauréat en histoire du King's College de Cambridge en 1965.
Howarth travaille au cabinet du président du Parti conservateur avec William Stephen Whitelaw et Peter Thorneycroft, avant de devenir directeur du département de la recherche conservatrice et vice-président du parti.

## Carrière parlementaire
Ayant reçu un CBE lors des honneurs du Nouvel An 1982 pour service politique, Howarth est député conservateur de Stratford-on-Avon, élu pour la première fois en 1983. Il est membre fondateur du groupe Thatcherite No Turning Back. Il est whip, puis sous-secrétaire d'État parlementaire à l'éducation et aux sciences de 1989 à 1992, devenant l'architecte de la transition des écoles polytechniques vers le statut universitaire.
Le 7 octobre 1995, il annonce sa démission du Parti conservateur et passe au Parti travailliste, le premier député à passer directement des conservateurs au parti travailliste, et le premier ancien député conservateur à siéger comme député travailliste depuis Oswald Mosley. Il cherche à se présenter aux élections comme candidat travailliste et, après avoir échoué à Wentworth et Wythenshawe et Sale East, il est sélectionné pour le siège de travail sûr de Newport East au Pays de Galles. Le chef des mineurs Arthur Scargill s'est présenté contre lui sous la bannière Parti travailliste socialiste, mais il gagne facilement le siège.
Après la victoire électorale de 1997, il est nommé sous-secrétaire d'État parlementaire à l'éducation et à l'emploi, devenant ministre des Arts au ministère de la Culture, des Médias et des Sports l'année suivante. Il est également membre du Conseil privé. Il quitte ses fonctions après les élections générales de 2001. Il s'est retiré de la Chambre des communes lors des élections générales de 2005. Jessica Morden est choisie pour le remplacer comme candidate par le Parti travailliste de circonscription . Au moment où il démissionne, il n'avait passé que 18 mois de sa carrière de 22 ans en tant que député sur les bancs de l'opposition (octobre 1995 à mai 1997).
Il est créé pair à vie le 15 juin 2005, comme baron Howarth de Newport, de Newport, dans le comté de Gwent. Lors d'un débat à la Chambre des Lords sur les résultats du référendum sur l'appartenance du Royaume-Uni à l'Union européenne le 5 juillet 2016, Lord Howarth annonce son soutien au départ de la Grande-Bretagne de l'Union européenne.

## Vie privée
Il épouse Gillian Chance en 1967. Ils divorcent en 1996 et ils ont deux filles (nées en 1974 et 1975) et deux fils (nés en 1977 et avril 1985).